# Prágai Szent Adalbert
Prágai Szent Adalbert (csehül: Svatý Vojtěch, lengyelül: Święty Wojciech), (955 körül – Pomeránia, 997. április 23.) Prága püspöke, Magyarország és Poroszország hittérítője, keresztény mártír. 997-ben hittérítő útján halt mártírhalált a pogány poroszok körében a mai Lengyelország északi részén.

## Pályafutása
Feltételezhetően Csehország keleti részén született, Féltestvére Szent Gaudentius, Gniezno érseke volt. Nyolc éven át tanult Magdeburgban. Bérmáláskor vette föl az Adalbert nevet pártfogója, a magdeburgi érsek iránti tiszteletből.

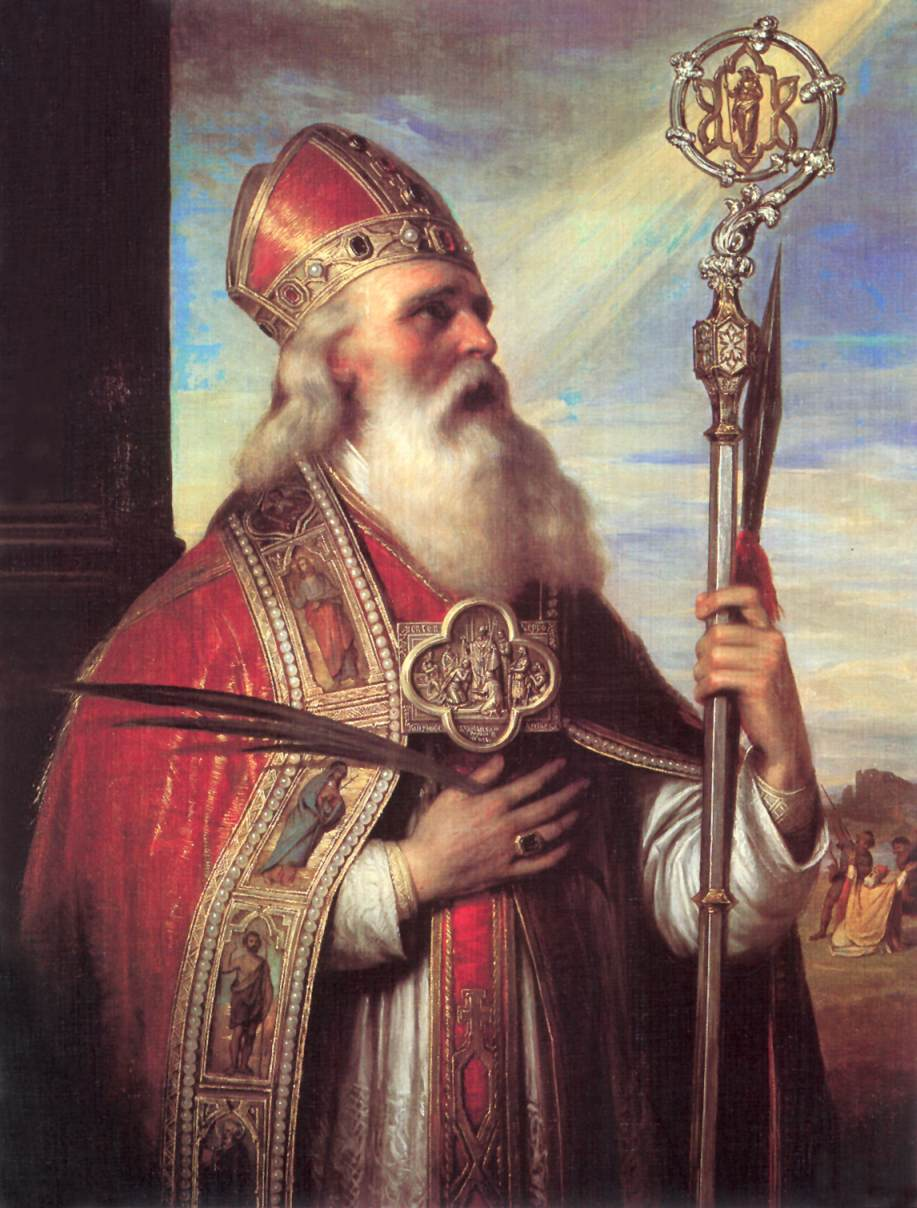
Kovács Mihály (1818–1892): Szent Adalbert (1855)

981-ben tért vissza Prágába, ahol eleinte könnyelmű világi életet élt. 983-ban a haldokló Dietmar prágai püspök lelki vívódásainak hatására megtért és vezeklésbe kezdett. II. Boleszláv cseh fejedelem őt jelölte Dietmar utódául és Prága püspöke lett. 
Hatalmas volt az egyházmegyéje: északon Sziléziáig, Felső-Lausitzig és az Oderáig, keleten Krakkón túl, a Bug folyóig, nyugaton a bajor és cseh erdőkig, míg délen Magyarországig terjedt. Ez a hatalmas, nem teljesen keresztény vallású terület akkoriban a cseh Přemysl család által uralt területnek felelt meg, kiegészítve a valamikori morva püspökség területével.[forrás?] A politikai helyzet 989 után megváltozott, amikor a Piast-dinasztia (I. Mieszko és fia, Vitéz Boleszláv) meghódította Sziléziát. Birodalmukat az Odera folyóig terjesztették ki.
Reformbuzgalmával (ellenezte például a többnejűséget és a rabszolgaságot) gyorsan összekülönbözött a helyi papsággal. Világi környezetének pogánysága, a főurak hatalmaskodása, a papok engedetlensége miatt 989-ben püspöki székét elhagyva Rómába ment, ahonnan a XV. János pápa engedélyével szentföldi zarándoklatra indult. Erről az útjáról a gaetai görög remete, Szent Nílus hatására visszafordult, és 994-ig (más források szerint 993-ig) az aventinusi Szent Elek és Bonifác-apátságban élt bencés és bazilita szerzetesek között. 
994-ben (993-ban) II. Boleszláv és Willigis mainzi érsek visszarendelte Prágába. A fejedelem öccse és a cseh Radla, korábbi magdeburgi tanulótársa személyesen ment érte Rómába. A cseh fővárosban megalapította a Břevnov-kolostort, amely Csehország szellemi és vallási központjává vált. A kolostorról kapta nevét Prága Břevnov városrésze.

### Európai útjai
Adalbert ismét összekülönbözött a cseh világiakkal pogány életük és a templomi menedékjog véres megsértése miatt. 995-ben Magyarországon és Ravennán át visszatért az aventinusi monostorba, ahol örömmel fogadták. 

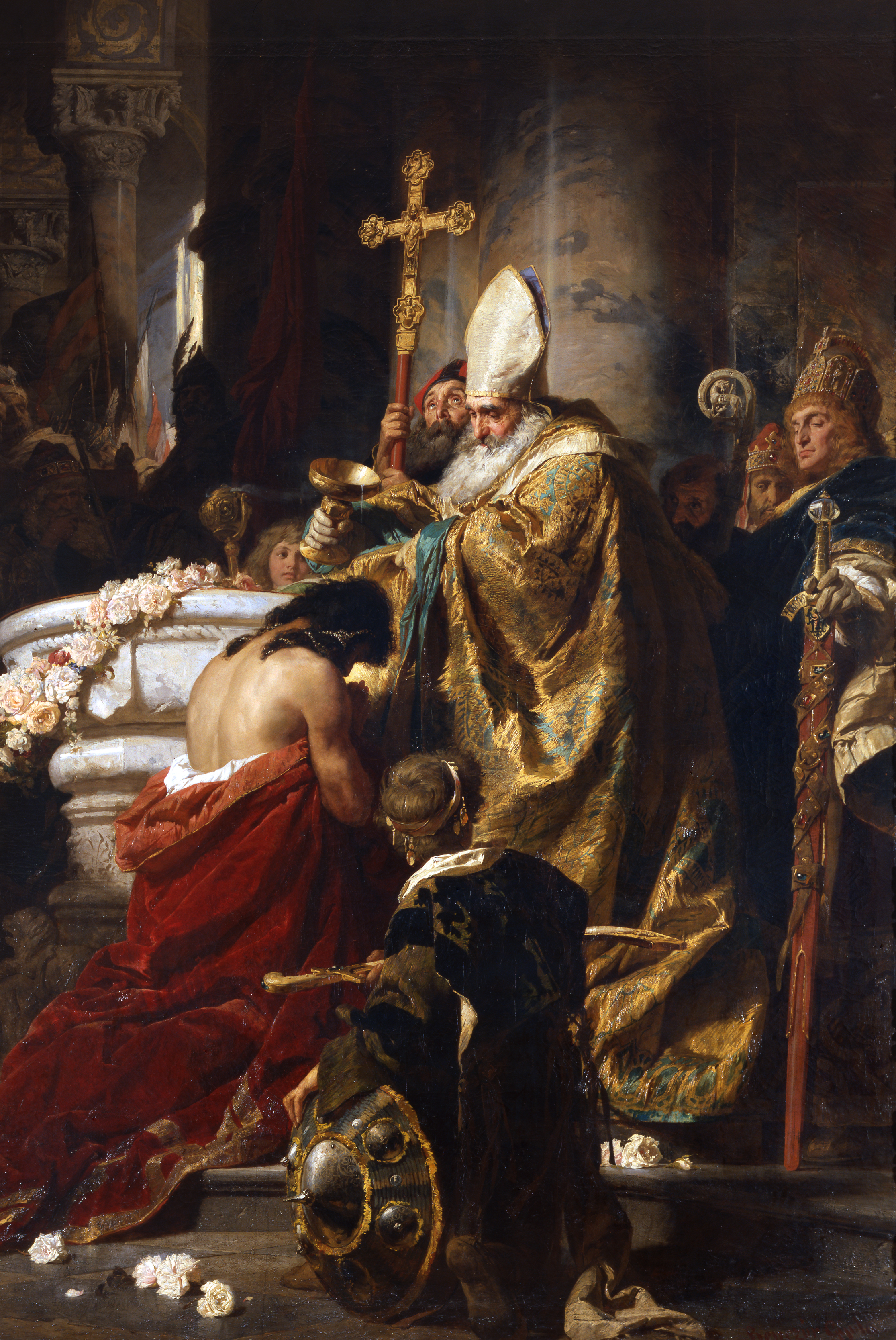
Vajk megkeresztelése (Benczúr Gyula, 1875

Magyarországon Géza fejedelem udvarában. Géza és Adalbert szövetsége mind külpolitikai, mind egyházpolitikai szempontból jelentős volt. Ezt támasztja alá, hogy Szent István nagy legendája István megkeresztelését is Szent Adalbertnek tulajdonítja, ami valószínűleg nem igaz, de alátámasztja Szent Adalbert magyarországi munkájának egyháztörténeti jelentőségét.
Ravennában többször is éjszakába nyúló beszélgetéseket folytatott a 17 éves Ottóval, a későbbi III. Ottó német-római császárral, akire nagy hatást tett vallási fellángolásaival. A mainzi érsek közben sürgette visszatérését Prágába, ő viszont halogatta ezt, ekkor már inkább a vértanúságra vágyott. Előbb Franciaországban látogatott meg szent helyeket, majd Mainzban az érsek és a császár elé járult. Onnan Szászországba ment. 
A Sziléziáért dúló küzdelemben Adalbert kompromisszumot kötött a Piast-dinasztiával.[forrás?] Mivel ez sértette a csehek érdekeit, II. Boleszláv cseh fejedelem Adalbert családja ellen fordult. 995-ben megtámadta a püspök székhelyét, Libicét, és családostól megölette az ott tartózkodó négy Slavník-fiút. Ezzel kiirtotta a püspök teljes rokonságát, végleg leszámolva a rivális cseh dinasztiával. 

### Lengyelországi tevékenysége
Adalbert ezután nem térhetett vissza Szászországból Prágába, hanem Vitéz Boleszláv lengyel fejedelem udvarába ment. Megalapította a meseritzi apátságot, amelynek apátjául Anasztáz-Asztrik későbbi esztergomi, majd kalocsai érseket tette meg. Magyarországra írt Radlának, hogy szökjön meg, Sarolt fejedelemasszonynak pedig, hogy engedje el őt. Radla-Sebestyén azonban inkább a magyar udvarban maradt, ahol szerették és később esztergomi érsekké tették.

### Halála
997-ben Boleszláv fejedelem Adalbertet és egyetlen életben maradt öccsét, Szent Gaudentiust a pogány poroszok térítésére küldte, ahol vértanúhalált szenvedtek a Visztula torkolatvidékén. Testét Boleszláv nagy pénzen visszaváltotta, s ezzel elindította Szent Adalbert kultuszát. 

## Emlékezete

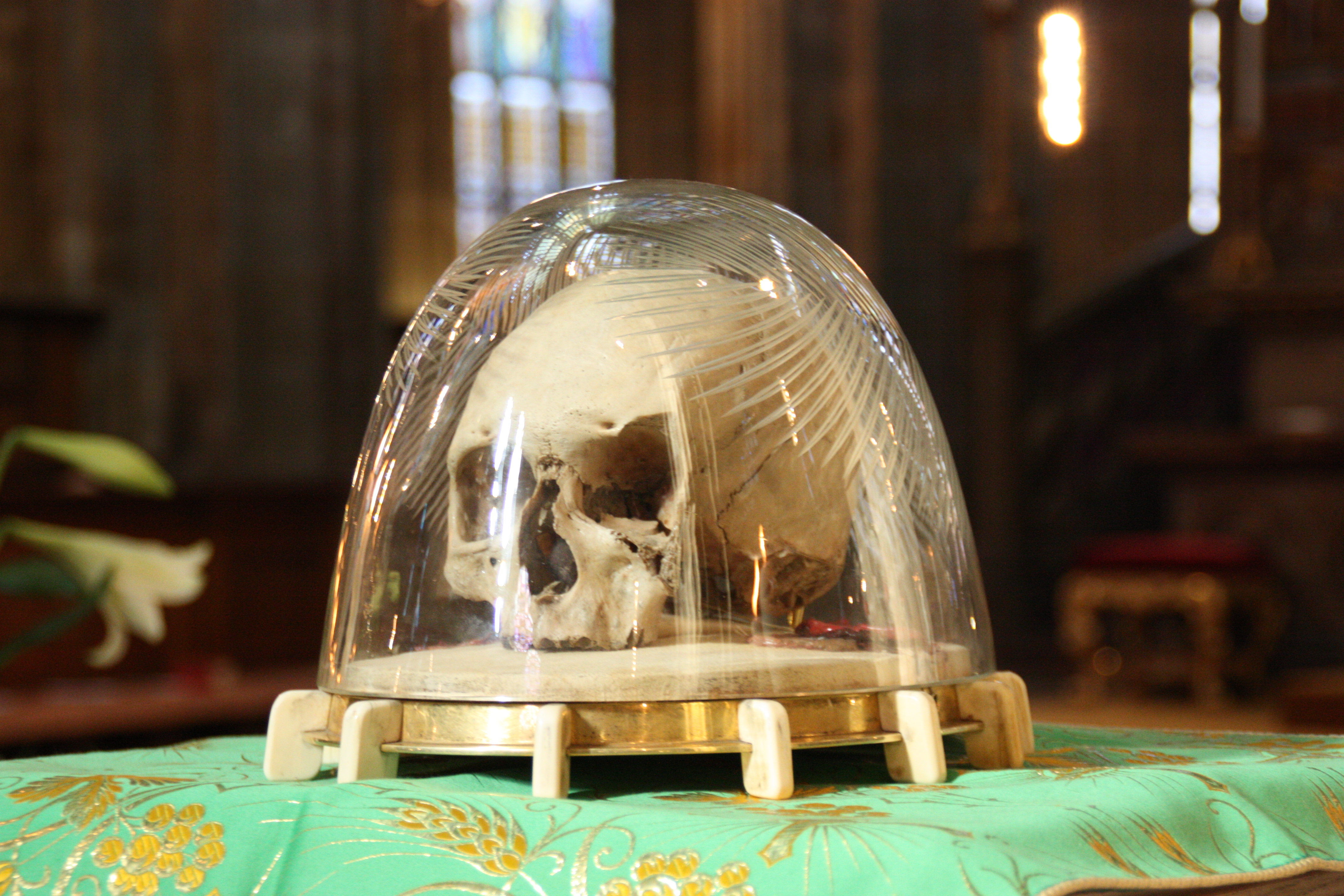

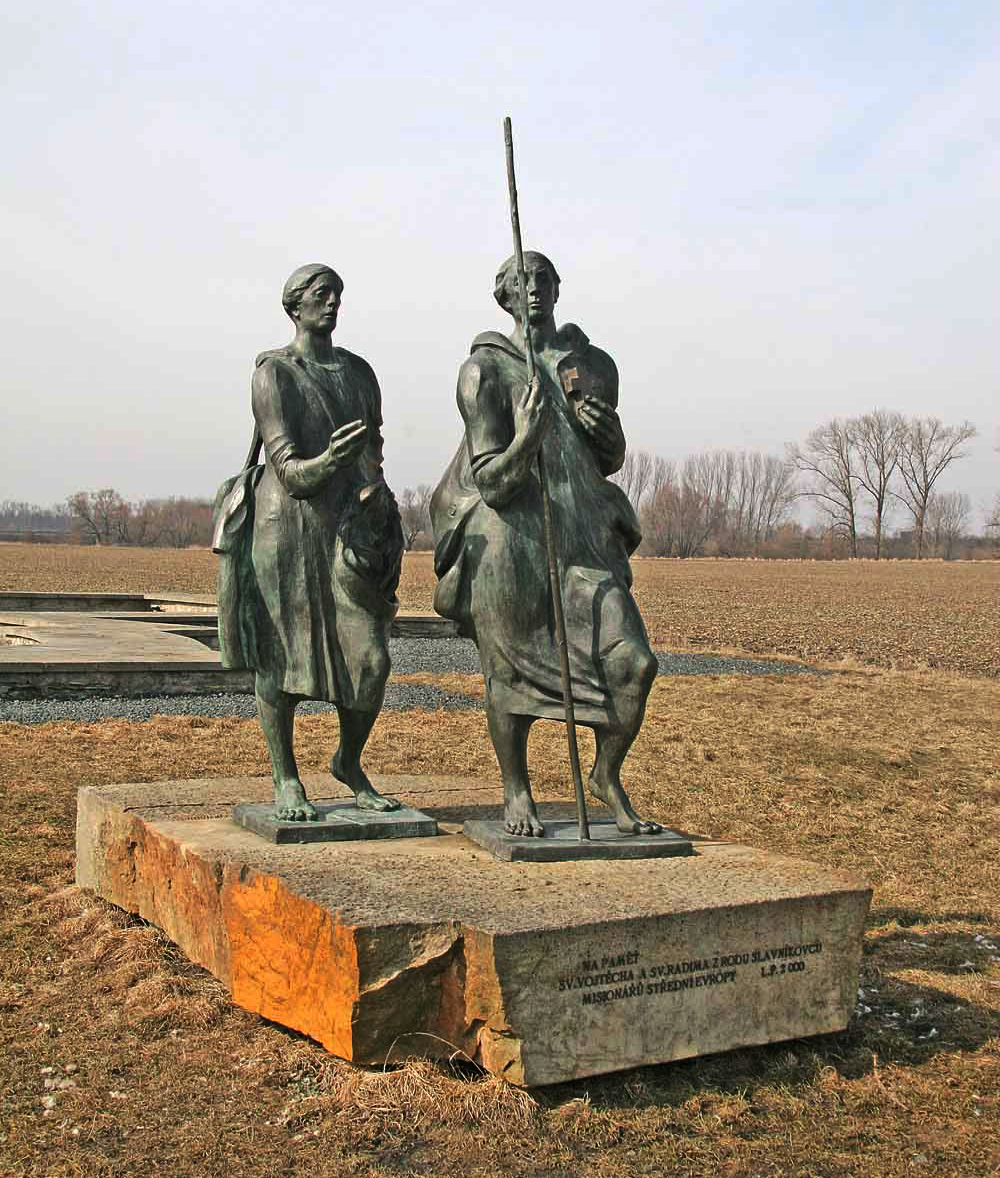
Szent Adalbert és fivére, Szent Gaudentius emlékműve Libicében

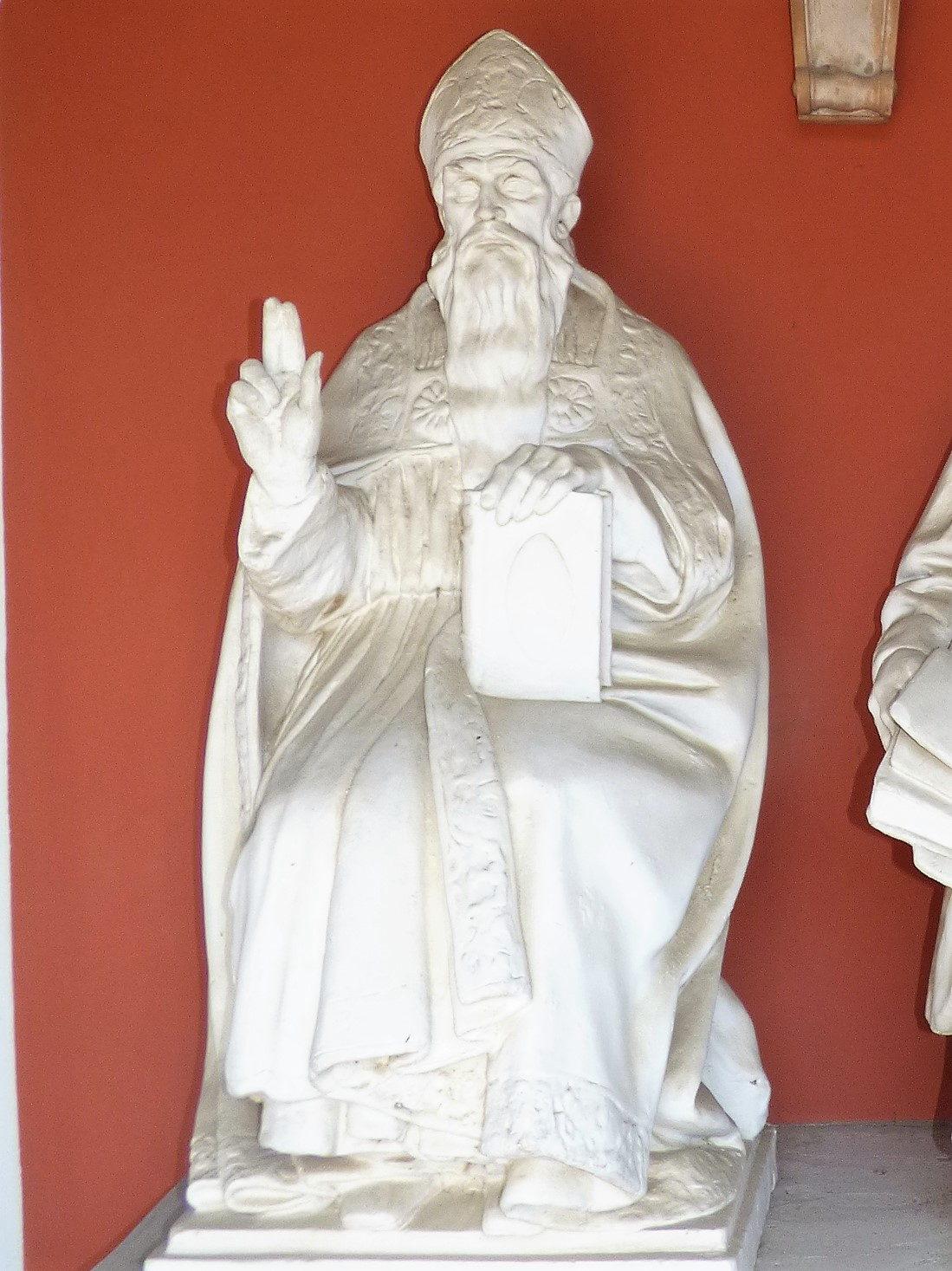
Szent Adalbert szobra a székesfehérvári Bory-várban, Bory Jenő alkotása

Adalbert célja, hogy egyházat alapítson a frissen megtértek számára, halála után vált valósággá.
II. Ottó német-római császár már 997-ben apátságot alapított Aachenben a vértanú tiszteletére. 1000-ben került sor Gnieznóban érsekség alapítására. A vértanú sírját ekkor Ottó császár is meglátogatta és lándzsát adományozott Vitéz Boleszlávnak, aki akkor fejedelem volt. Vitás, vajon ez a hűbéri alárendelést is jelentette-e a lengyel uralkodó irányában.
Szent Adalbert tevékenységéhez a későbbiekben számos legenda fűződött. Annyi azonban bizonyos: az ő tevékenységének is köszönhető, hogy az ezredforduló táján létrejött a keresztény Magyarország és Lengyelország, míg a konfliktus vesztesei a csehek lettek.
Ünnepe a katolikus liturgiában április 23.
Az esztergomi főszékesegyház, teljes nevén a Nagyboldogasszony és Szent Adalbert Prímási Főszékesegyház az ő nevét viseli, illetve a katedrális tövében felépült papnevelde épülete is a Szent Adalbert Központ nevet kapta.
1992 végén a kőbányai lengyel templom közössége megalapította a Magyarországi Lengyel Katolikusok Szent Adalbert Egyesülete nevű szervezetet, mely kulturális és karitatív tevékenységet végez.
2001. december 30-án Paskai László bíboros alapított Szent Adalbert nevét viselő kitüntetést, a Szent Adalbert-díjat.
Rábén (Délvidék) a 2005-ben épült templom Szent Adalbert nevét viseli.
Szobra a prágai Károly hídon áll.

## Képgaléria

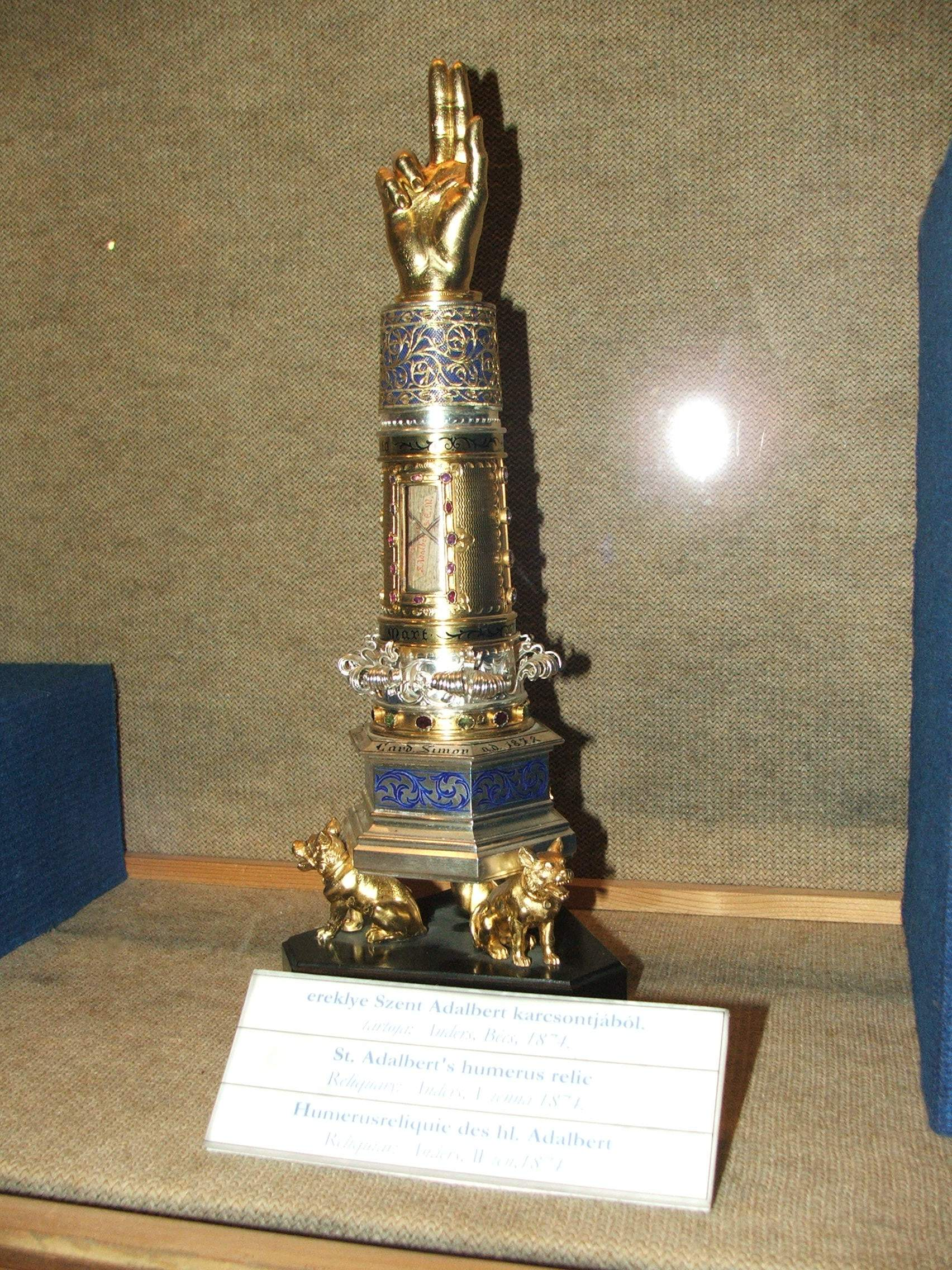
Karcsontjából készült ereklye a Főszékesegyházi Kincstárban
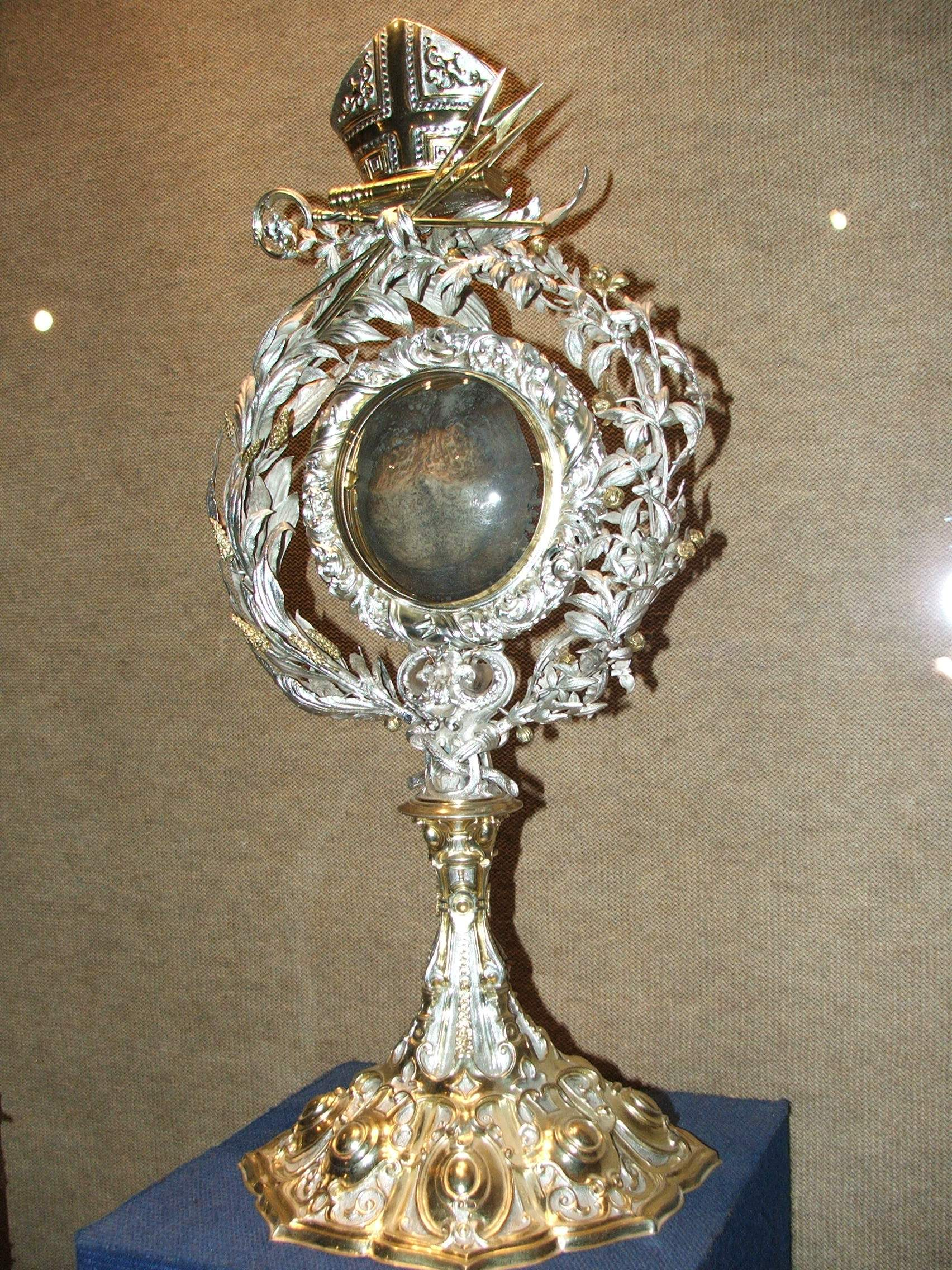
Ereklyéje Esztergomban
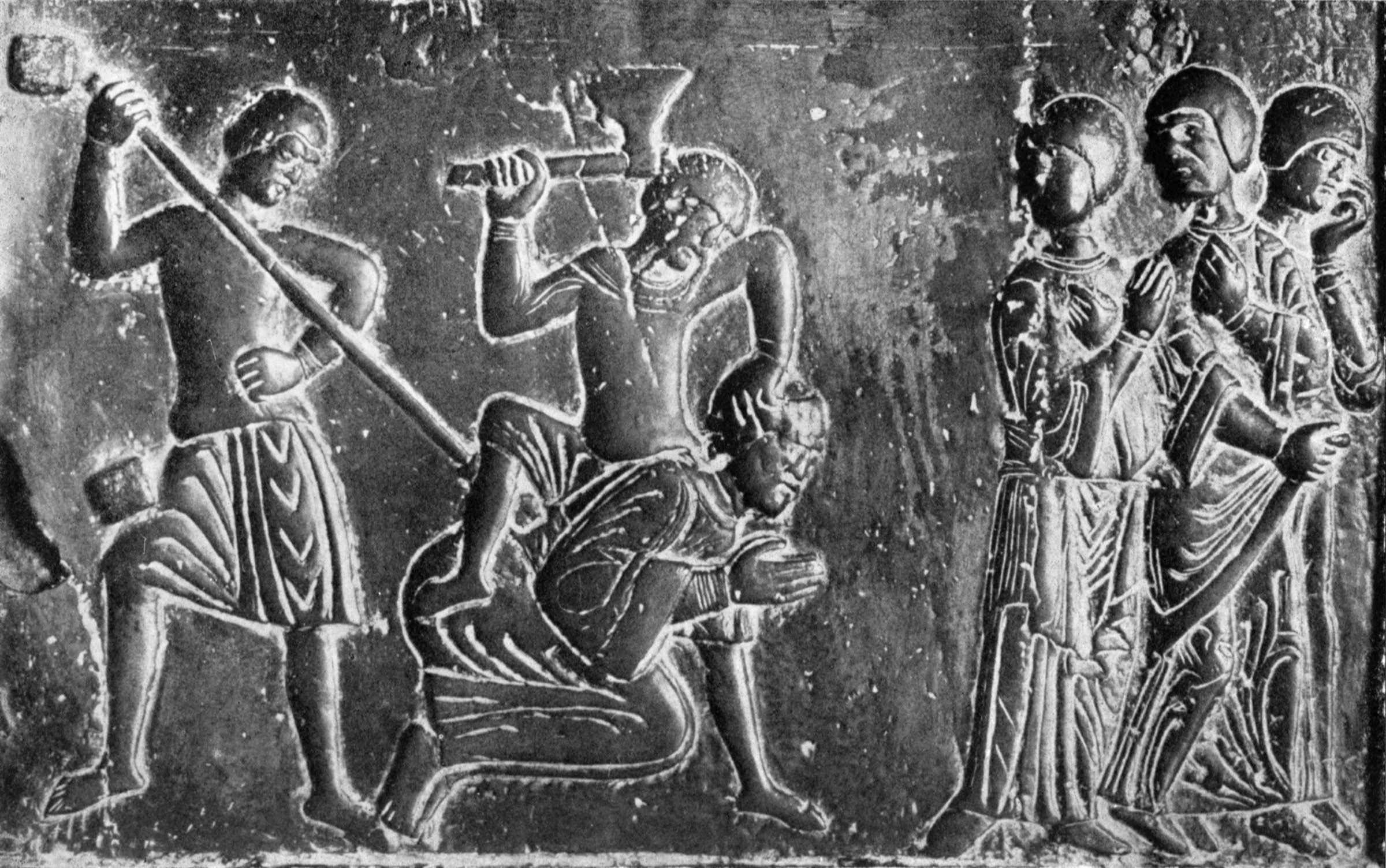
Adalbert halálának jelenete a gnieznoi katedrális kapuján
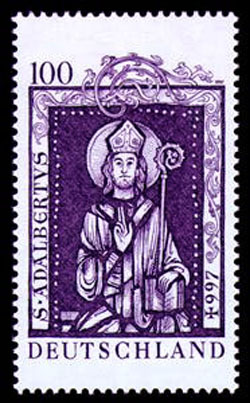
Emlékbélyeg Szent Adalbert halálának 1000. évfordulóján (1997)
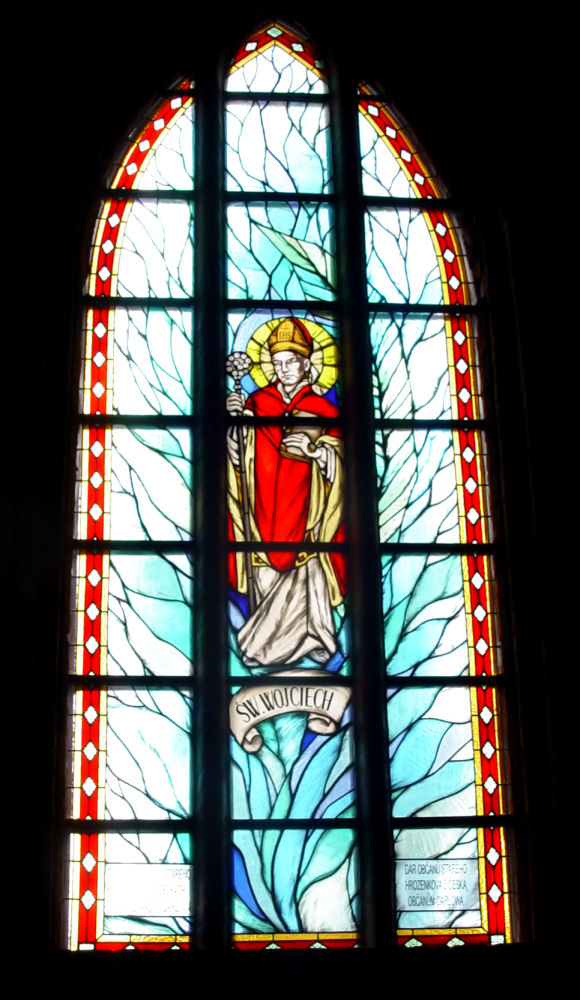
Ólomüvegablak a lengyelországi Darłowoban, a Szent Mária-templomban